# Чистопольско-Высельское сельское поселение
Чистопольско-Высельское се́льское поселе́ние — муниципальное образование в Чистопольском районе Татарстана Российской Федерации.
Административный центр — село Чистопольские Выселки.

## История
Статус и границы сельского поселения установлены Законом Республики Татарстан от 31 января 2005 года № 44-ЗРТ «Об установлении границ территорий и статусе муниципального образования "Чистопольский муниципальный район" и муниципальных образований в его составе».

## Население
| 2010  | 2011  | 2012  | 2013  | 2014  | 2015  | 2016  |
| ----- | ----- | ----- | ----- | ----- | ----- | ----- |
| 2661  | ↘2655 | ↘2622 | ↘1507 | ↗2600 | ↘2573 | ↘2564 |
| 2017  | 2018  |       |       |       |       |       |
| ↘2544 | ↘2495 |       |       |       |       |       |

## Состав сельского поселения
| № | Населённый пункт      | Тип населённого пункта       | Население |
| - | --------------------- | ---------------------------- | --------- |
| 1 | Чистопольские Выселки | село, административный центр | ↘2544     |

### Упразднённые населённые пункты
Змиевские Новоселки — упразднённая около 1945 года деревня.

## Достопримечательности
Остатки каменной мельницы «Толкишская башня», внесенные в перечень выявленных объектов культурного наследия Республики Татарстан. Возведены в 1847 году как мельница голландского типа, высотой 13 м, диаметр основания 13,5 м. Находится у урочища Змиевские Новоселки.